# Malva bucharica
Malva bucharica är en malvaväxtart som beskrevs av Modest Mikhaĭlovich Iljin. Malva bucharica ingår i Malvasläktet som ingår i familjen malvaväxter. Inga underarter finns listade i Catalogue of Life.